# 林幸謙
林幸謙（1963年10月24日—），香港詩人及文學評論家。生於馬來西亞森美蘭州芙蓉市，祖籍福建永春縣。馬來亞大學中文系畢業、台灣政治大學中文系碩士、香港中文大學中文系博士。目前任教於香港浸會大學中文系。

## 主要著作

### 詩集
- 《詩體的儀式》
- 《原詩》
- 《幸謙的詩》
- 《叛徒的亡靈：我的五四詩刻》

### 散文
- 《狂歡與破碎：邊陲人生與顛覆書寫》
- 《漂移国土》
- 《人類是光明的兒子》
- 《憤懣年代》

### 評論
- 《生命情結的反思：白先勇小說主題思想之研究》
- 《張愛玲論述：女性主體與去勢模擬書寫》
- 《歷史、女性與性別政治：重讀張愛玲》
- 《身體與符號建構：重讀中國現代女性文學》

## 主要榮譽
- 時報文學獎
- 香港中文文學雙年獎
- 香港中文文學創作獎
- 馬來西亞花蹤文學獎

## 外部連結
- 香港浸會大學中文系個人頁面